# Harri-jasotze

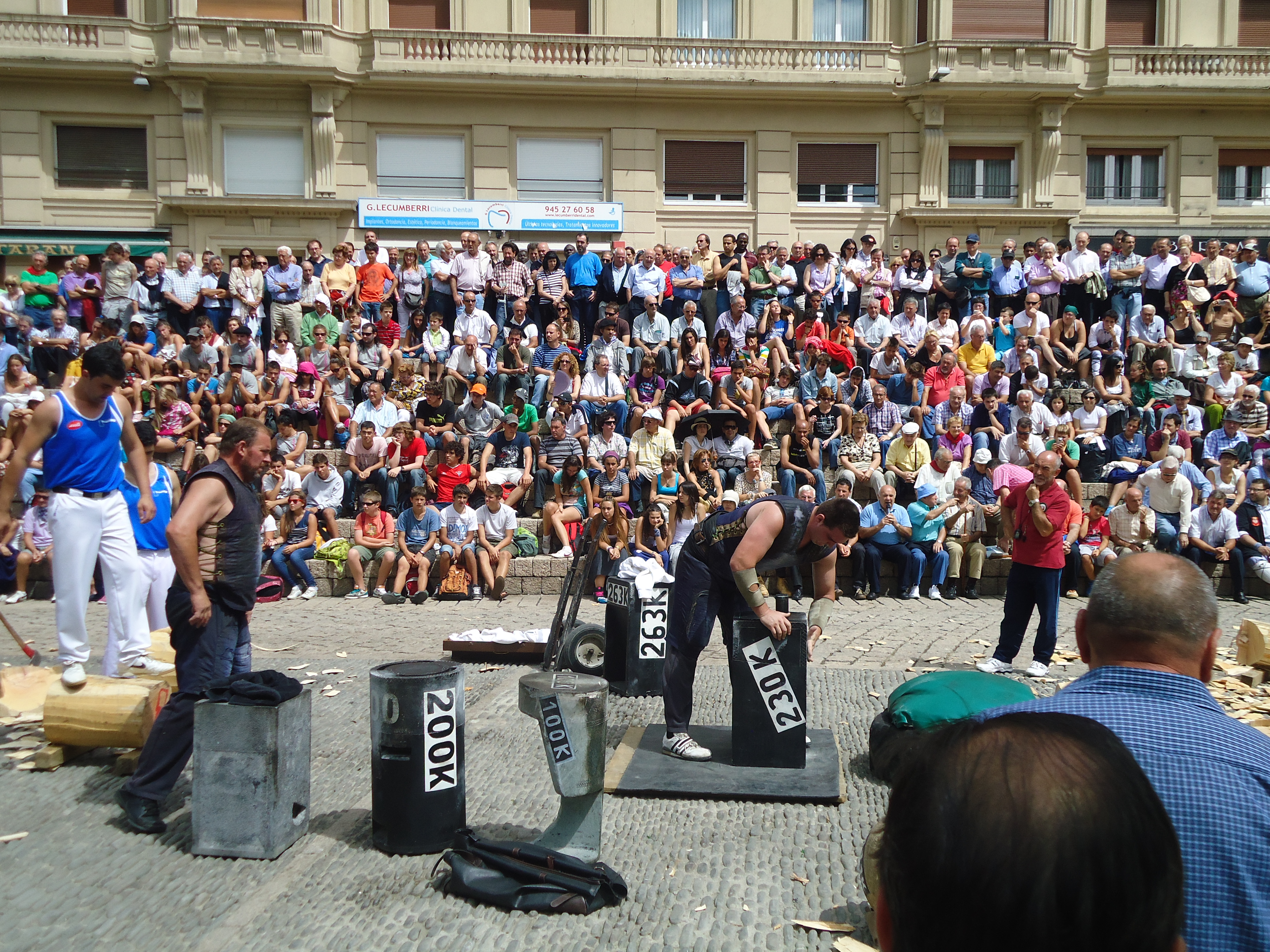
Iñaki Perurena

Harrijasotze o Harrijasoketa (del basc harri, pedra i jaso, aixecar) és el nom que rep la modalitat d'aixecament de pedres, variant del strongman, pròpia de l'esport rural basc i que es practica arreu d'Euskal Herria i en el que dos jugadors competeixen per aixecar un nombre superior de pedres de diferents formes, dimensions i pesos determinats.
Un dels harrijasotzaile campió més cèlebre és Iñaki Perurena qui en 1999 va aconseguir el rècord de 1.000 aixecaments continus d'una pedra de 100 kg en 5 h, 4 minuts i 46 segons. Va ser el primer aixecador que va alçar pedres de 300 o més kg, arribant en 1994 a 320 kg. Mikel Saralegi, també de Leiza com Iñaki, ostenta el rècord actual (329 kg), obtingut en 2001.
A principis del segle XX es va realitzar la reglamentació dels pesos de les pedres, normalment fabricades en granit dens, per aixecar distingint-se quatre formes geomètriques: cilíndrica, cúbica, esfèrica i amb forma de paral·lelepípede rectangle.
La forma cilíndrica és reservada per als pesos més petits de 100, 112,5 i 125 kg, mentre que la pedra cúbica i rectangular oscil·la entre 125 i 212,5 kg.
La pedra esfèrica o bola es treballa en pesos equivalents a 112,5 i 125 kg.
La pedra de color fosc o arri beltza és una de les més benvolgudes com a material de fabricació, provenint principalment de les pedreres de Zumarraga i Lastur.